# Walt Disney Pictures
Walt Disney Pictures (Волт Дісней Пі́кчерз) — американська кінокомпанія, має підрозділи в Японії і на території США. Walt Disney Pictures є дочірньою компанією The Walt Disney Company.
Це основна кінематографічна студія розважального медіаконгломерату The Walt Disney Company зі штаб-квартирою в містечку Бербанк, штат Каліфорнія. 

## Історія
Кінокомпанія Walt Disney Pictures була заснована як підрозділ Діснею у 1983 році, і до цього моменту фільми Дісней виходили під лейблом материнської компанії, тоді називався The Walt Disney Company, The Wind in the Willows, The Legend of Sleepy Hollow.
Walt Disney Pictures також включає в себе Walt Disney Feature Animation у яку своєю чергою входять студії DisneyToon Studios і придбана у 2006 році Pixar, а також є підрозділом Buena Vista Motion Pictures Group.
Логотип компанії являє собою силует замку Сплячої красуні у Діснейленді. Найбільш відомій версії логотипа, яка існувала з 1985 року, у 2006 році прийшов на зміну новий об'ємний логотип, створений новозеландською студією комп'ютерної графіки Weta Digital, вперше демонструвався в 2006 році у фільмі «Пірати Карибського моря 2: Скриня мерця»..
Протягом всього XX століття компанія Дісней була лідером мультиплікації й пробивала собі шлях майже в усіх аспектах мультиплікаційних технік.

## Бібліотека фільмів
Дісней історично робить продукцію з рейтингами G та PG, час від часу випускаються фільми з рейтингом PG-13, що робила дочірня студія Touchstone Pictures до свого закриття у 2016 році. Першим фільмом з рейтингом PG-13, випущеним Walt Disney Pictures, були «Пірати Карибського моря: Прокляття Чорної Перлини». Крім того, «Сказання Земномор'я» Studio Ghibli — перший і на сьогодні єдиний анімаційний фільм Walt Disney Pictures, який отримав цей рейтинг. «Гамільтон» відомий тим, що став першим фільмом Walt Disney Pictures, у якому використано лайливе слово «fuck», хоча два його екземпляри були піддані цензурі, щоб уникнути рейтингу R.

#### Фільми, випущені Walt Disney Pictures з рейтингом PG-13
- Пірати Карибського моря: Прокляття "Чорної перлини" (2003)
- Пірати Карибського моря: Скриня мерця (2006)
- Пірати Карибського моря: На краю світу (2007)
- Принц Персії: Піски часу (2010)
- Сказання Земномор'я (2010)
- Пірати Карибського моря: На дивних берегах (2011)
- Джон Картер: між двох світів (2012)
- Самотній рейнджер (2013)
- Порятунок містера Бенкса (2013)
- Проти шторму (2016)
- Пірати Карибського моря: Помста Салазара (2017)
- Мулан (2020)
- Гамільтон (2020)
- Круелла (2021)
- Круїз по джунглях (2021)
- The Beatles: Get Back (2022)
- Індіана Джонс і реліквія долі (2023)
- Маєток з привидами (2023)